# Tim Borowski
Tim Borowski, född 2 maj 1980 i Neubrandenburg, är en tysk före detta fotbollsspelare som spelade som mittfältare. Tim Borowski var en av Bundesligas bästa mittfältare under senare år. Under VM 2006 spelade han flera matcher, framförallt som inhoppare. I kvartsfinalen mot Argentina spelade han fram till Miroslav Kloses kvittering. Efter en misslyckad säsong i FC Bayern München så återvände Borowski till Werder Bremen. Borowski avslutade karriären 2012.

## Meriter
- 27 A-landskamper för Tyskland
- VM i fotboll: 2006
  - VM-brons 2006
- Tysk mästare 2004
- Tysk cupmästare 2004

## Klubbar
- Werder Bremen
- Bayern München